# Großgaststätte Ahornblatt
La Großgaststätte Ahornblatt (en allemand : [ˈɡʁoːsˌɡastʃtɛtə ˈaːhɔʁnˌblat], Grand Restaurant de la Feuille d'Érable) était un bâtiment construit dans le quartier Mitte à Berlin, en Allemagne de l'Est. Édifié entre 1971 et 1973 dans le cadre du projet résidentiel Fischerinsel, il comprenait un restaurant en libre-service de 880 places et une galerie marchande destinée aux employés des bureaux à proximité. Malgré les protestations, le bâtiment est démoli en 2000.

## Contexte
L'Ahornblatt est construit entre 1970 et 1973 en même temps que les hautes tours du projet Fischerinsel, et est initialement destiné à servir de centre social. Le bâtiment est situé au coin de la Gertaudenstraße et de Fischerinsel.
Il est conçu par les architectes Gerhard Lehmann et Rüdiger Plaeth, suivant les concepts urbains de Helmut Stingl. Le nom "Ahornblatt" vient de la forme en feuille, incurvée vers l'extérieur. La coque en béton est réalisée par Ulrich Müther (1937-2007), l'une des principales autorités mondiales dans ce domaine , utilisant du béton de ciment. Les murs extérieurs sont vitrés et divisés par des persiennes horizontales.
La construction dure de 1970 à 1973. Sa fonction principale est le restaurant pour les employés du Bauministerium est-allemand, le ministère de la Construction. Après 1976, il sert de bar pour les ouvriers du bâtiment du Palast der Republik. Après les heures de travail, diverses animations récréatives y sont organisées.

## Après la réunification
Après la réunification allemande, le bâtiment sert de boîte de nuit, sous le nom d'« Exit », puis tombe en désuétude. En 1997, l'Oberfinanzdirektion (bureau des recettes) vend le site à la société privée Objekt Marketing GmbH. Malgré de nombreuses protestations contre la démolition de l' Ahornblatt  le nouveau propriétaire obtient un permis de démolition pour l'Ahornblatt, avec l'accord du Denkmalschutzbehörde (autorité de conservation). La démolition commence le 19 juillet 2000. Le groupe Accor a construit un hôtel pour les voyageurs d'affaires et les familles sur le site.